# 조지 찰스 베리스퍼드

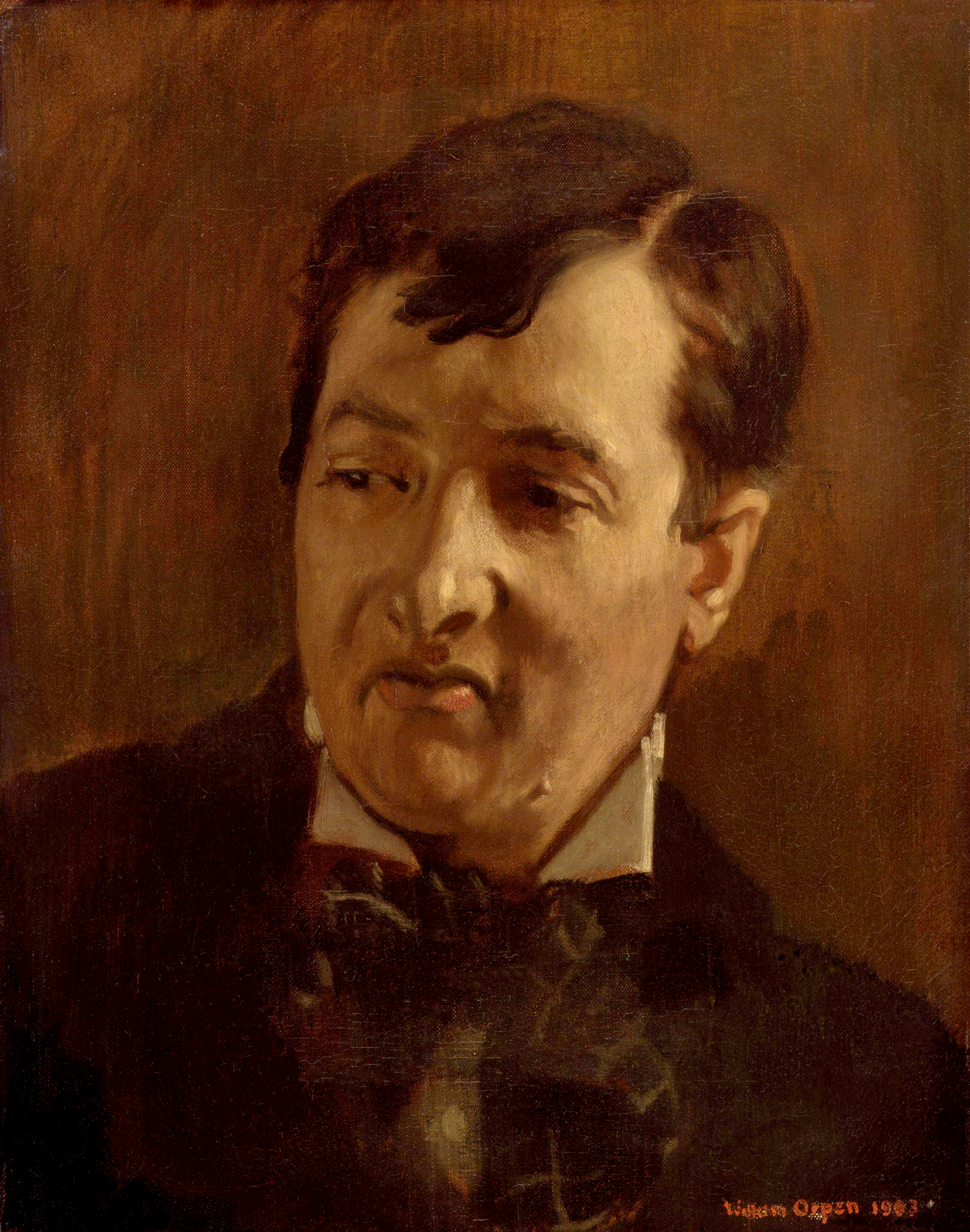
조지 찰스 베리스퍼드(1903)
촬영
윌리엄 오르펜 경

조지 찰스 베리스퍼드(영어: George Charles Beresford, 1864년 7월 10일 - 1938년 2월 21일)는 빅토리아 시대에 활동한 스튜디오 사진가이었다. 그는 원래 리트림주 드로메이헤어 드럼리즈 출신이다.
그는 헨리 마커스 베리스퍼드(1835-1895)와 줄리아 엘런 마운셀(?-1923) 사이에서 태어난 아들로 다섯 아이 중 셋째이다.. 그는 티론의 백작 중 첫 번째이었던 마르쿠스 베리스퍼드의 후손이었다.
베리스퍼드는 1877년에 웨스트워드 호!에 가야 했고 유나이티드 서비스 칼리지에 입학했다. 1882년에 그는 그 학교를 떠나 잉글필드그린에 있는 왕실 인디안 엔지니어링 칼리지에 등록했고, 정부부처에 소속된 기술자로서 1882년에 인도로 갔다. 4년이 흐른 뒤 그는 말라리아에 걸렸고 영국으로 돌아와야 했다. 영국에서 예술을 공부했고, 결국 왕립 아카데미에 자신의 작품을 전시하게 되었다.
1902년에서 1932년 사이에 그는 나이트브리지(Knightsbridge)에 있는 촬영소에서 일했다. 그는 그 곳에서 당대의 저명한 정치가, 예술가, 작가의 초상을 백금사진판(platinotype)에 담았다. 그의 사진은 "월즈 워크"(The World's Work), "스케치", "타틀러", "일러스트레이티드 런던 뉴스"와 같은 출판물에 실렸다. 그는 제1차 세계대전 기간 중 적십자에 충분한 기부를 했고, 이후에는 매우 성공적인 골동품 수집상으로 활동했다. 1943년 국립 초상 회랑 (런던)은 그의 전임 비서를 통해 그가 찍은 사진 중 일부를 얻었다.
베리스퍼드는 아우구스투스 존과 윌리엄 오르펜 경의 친한 친구이었다. 그들은 서로의 사진을 찍기도 했다.

## 사진

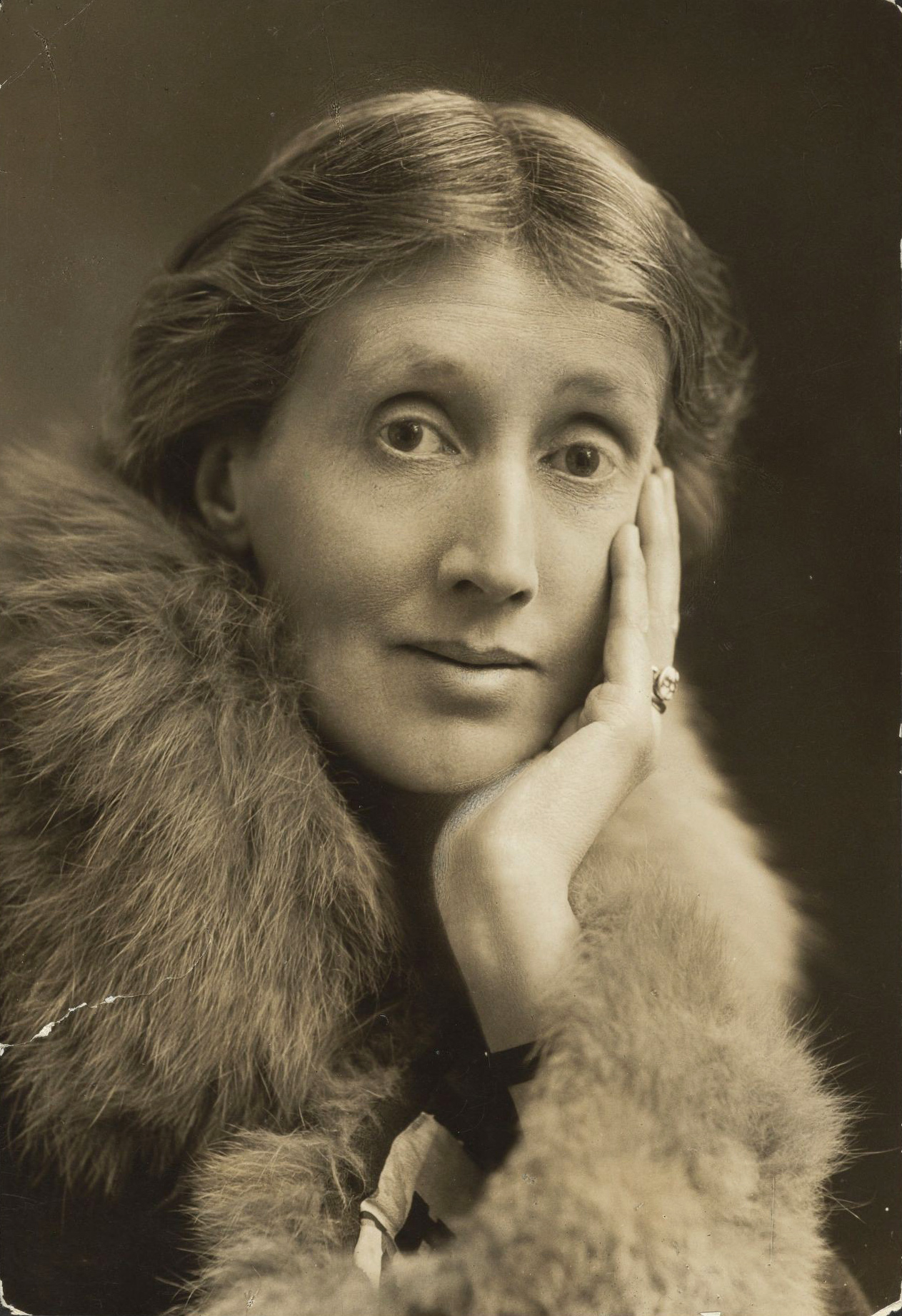
버지니아 울프(1927)
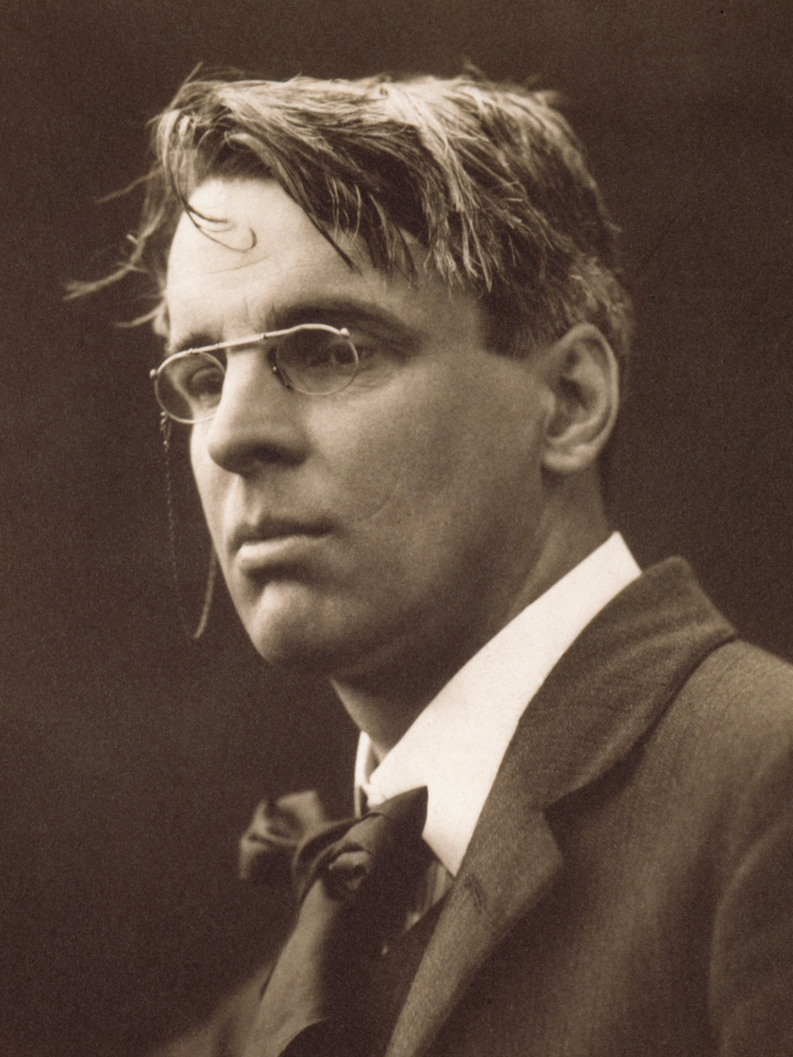
1911년에 베리스퍼드가 찍은 윌리엄 버틀러 예이츠의 사진